# Wikipédia en awadhi
Wikipédia en awadhi (en awadhi : अवधी विकिपीडिया [Avadhī vikipīḍiyā]) est l’édition de Wikipédia en awadhi, langue indique centrale (en) (de la famille des langues indo-aryennes) parlée principalement en Uttar Pradesh en Inde et au Népal. L'édition est lancée le 20 mai 2018,,,. Son code est : awa.
Au 21 mars 2025, l'édition en awadhi contient 2 493 articles et compte 3 961 contributeurs, dont 28 contributeurs actifs et 1 administrateur.

## Présentation

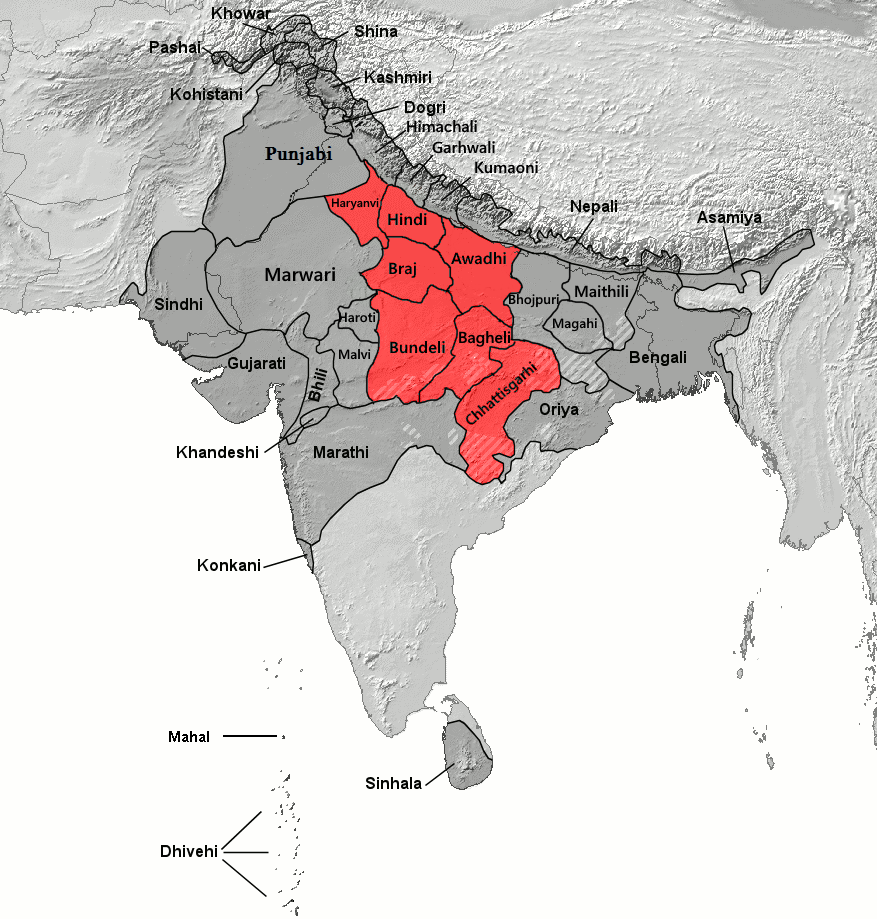
Aire de diffusion des langues indiques centrales.
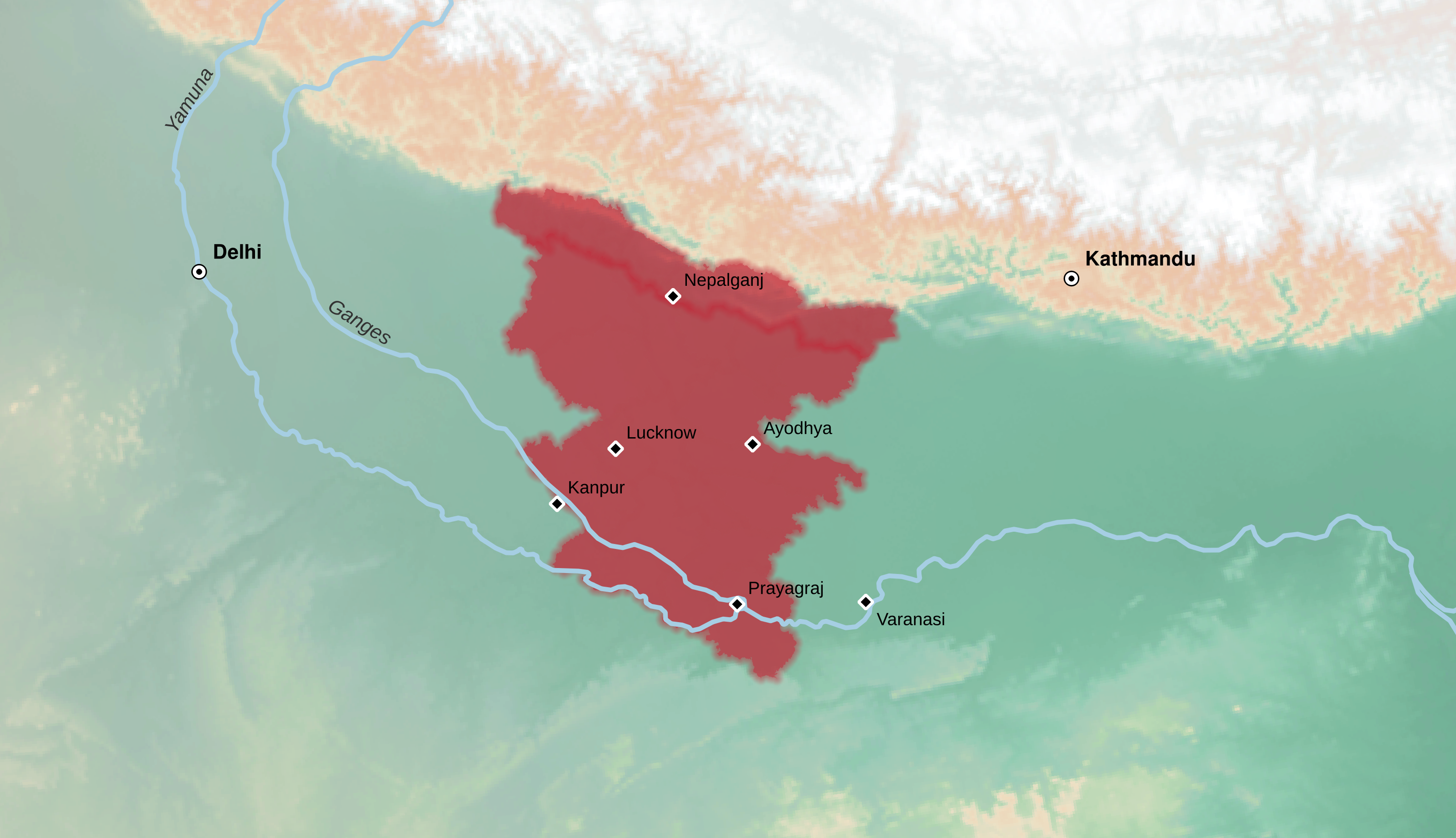
Aire de diffusion de l'Awadhi.
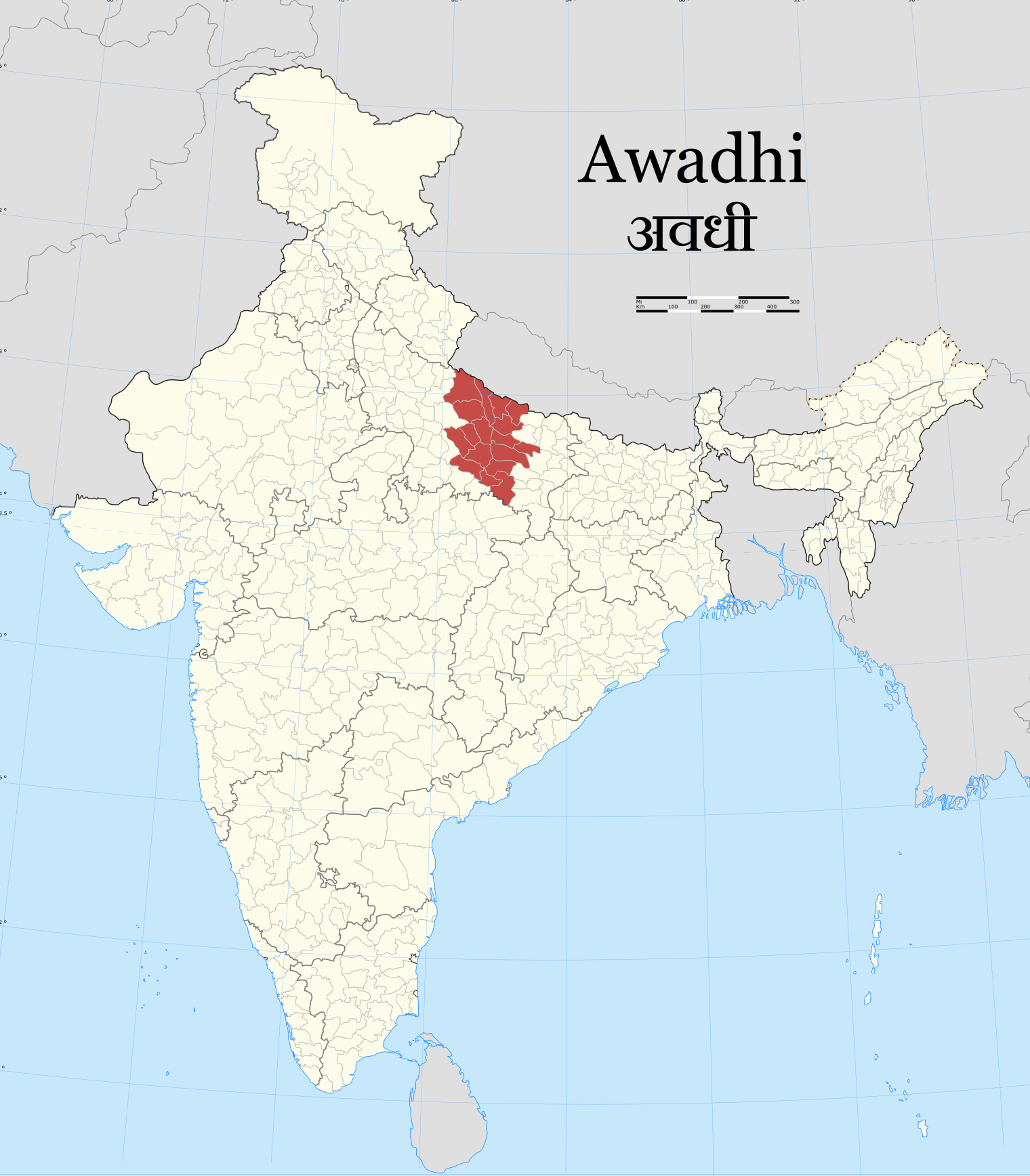
Aire de diffusion de l'Awadhi en Inde
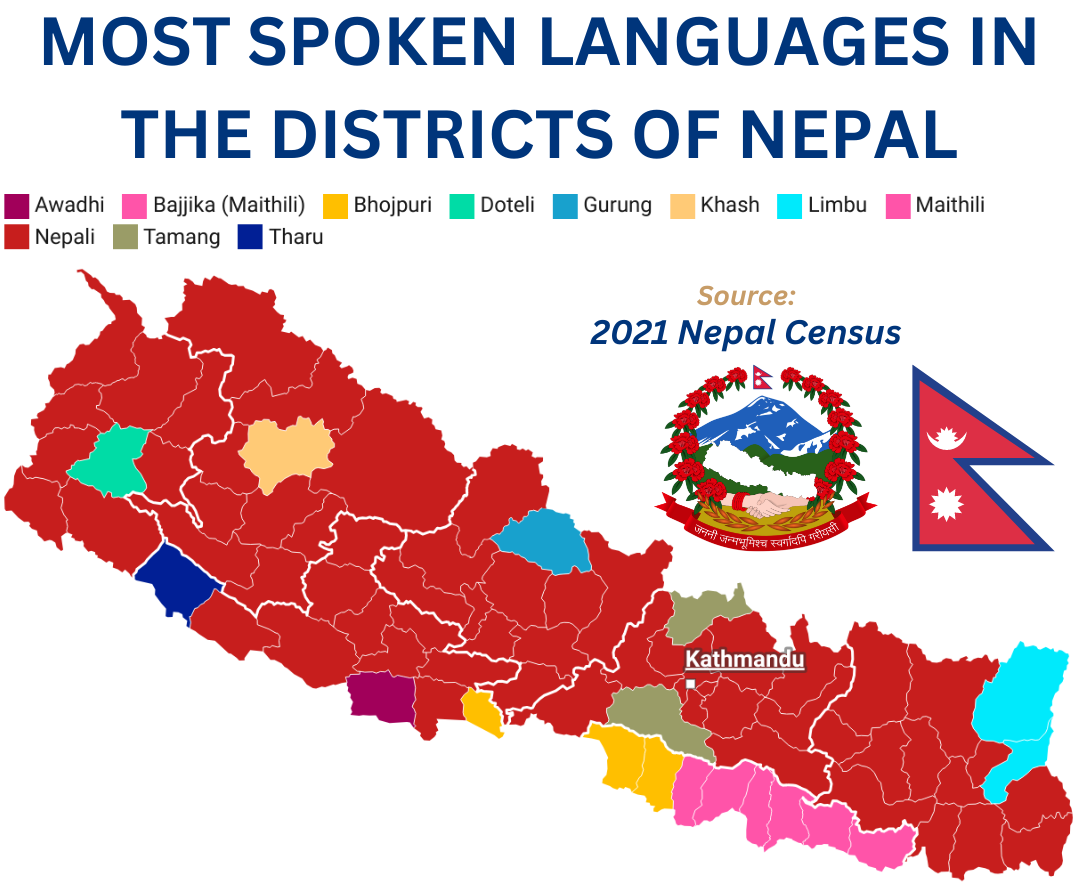
Aire de diffusion de l'Awadhi au Népal

## Statistiques
- Le 12 octobre 2024, l'édition en awadhi contient 2 473 articles et compte 3 569 contributeurs, dont 15 contributeurs actifs et 1 administrateur.